# Abandoned (Lost)
"Abandoned" (da. titel Ladt i stikken) er det 30. afsnit af tv-serien Lost. Episoden blev instrueret af Adam Davidson og skrevet af Elizabeth Sarnoff. Det blev første gang udsendt 9. november 2005, og karakteren Shannon Rutherford vises i afsnittets flashbacks.

## Handling
En intim aften mellem Shannon og Sayid bliver afbrudt af en kort vision af Walt. Claire er bekymret for sine evner som forælder og betror Locke noget om Charlie. Ana Lucia og Mr. Eko leder deres gruppe, over for at forene sig med de andre overlevende, lige da Shannon går ind i junglen for at lede efter Walt. Deres vej krydser, og ender i en frygtelig tragedie.